# Toreras

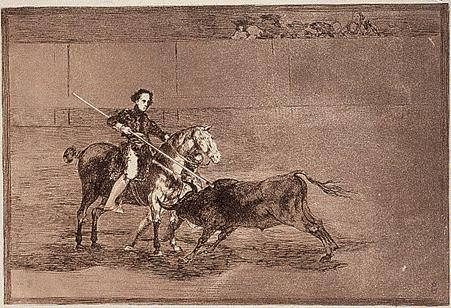
Nicolasa Escamilla, la Pajuelera, retratada por Goya.

Las toreras o señoritas toreras han estado presentes en la tauromaquia desde sus inicios, incluso en el ruedo, con la capa la muleta o el toro, pese a que su presencia ha quedado a menudo en segundo plano incluso han sido duramente criticadas por algunos autores.

## Historia de la mujer en el toreo

### Inicios

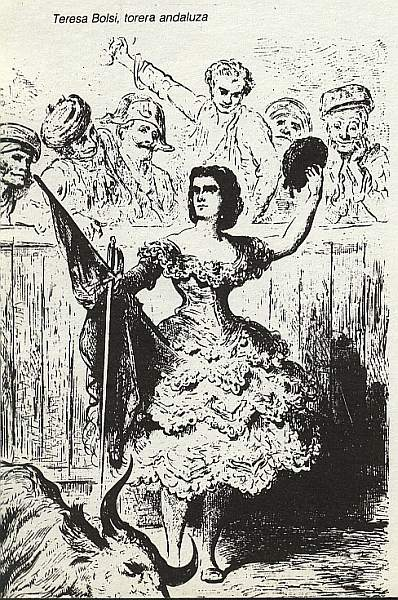
Gustavo Doré deja constancia de la popularidad de las toreras en su grabado de 1862 “Teresa Bolsi, “Torera andalouse”

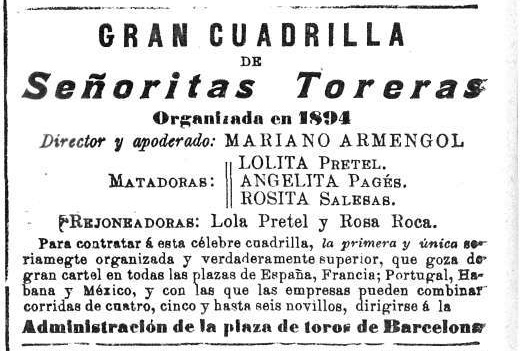
Publicidad de la Gran Cuadrilla de Señoritas Toreras. Organizada en Barcelona en 1894, se mantuvo activa hasta los primeros años del.

Los primeros indicios de una mujer torera aparecen en el siglo XVII, el 25 de junio de 1654 en un escrito al Consejo de Castilla. Se cuenta además con un plato de loza de Talavera de la Reina de finales del siglo XVII, perteneciente al Museo Arqueológico Nacional, decorado con la imagen de una alanceadora. Más tarde, en el siglo XVIII, aparecen las señoritas toreras aprobadas por el reinado de José I Bonaparte. 
Don José Daza en su obra Precisos manejos y progresos condonados en dos tomos. Del más forzoso peculiar del Arte de la Agricultura que lo es el del Toreo de 1778 menciona mujeres de procedencias y oficios varios presentes en el mundo del toro. Destaca por ejemplo, una muchacha que antes de meterse a monja pasó la tarde toreando becerros con el hábito.
Hay constancia que en 1774 ya hay mujeres profesionales. La rejoneadora Francisca García, natural de Motril y esposa del banderillero navarro Francisco Gómez, había participado en otros eventos durante una década cuando solicitó torear en la plaza de Pamplona. La solicitud le fue denegada en dos años consecutivos por parecer indecoroso. Sin embargo, sí toreo en los municipios de Estella y Tudela.
Nicolasa Escamilla, la Pajuelera, fue retratada por Goya en 1816 picando un toro, en el grabado n° 22 de La Tauromaquia “Valor varonil de la célebre Pajuelera en la plaza de Zaragoza”

### Cuadrilla de mujeres
A finales del siglo XIX, el toreo femenino goza de especial popularidad, especialmente en el contexto de las mojigangas, novilladas festivas de carácter carnavalesco. En esta época aparecen varias cuadrillas de mujeres.
En 1845, surge la cuadrilla dirigida por Martina García, donde picaban Teresa y Magdalena García y banderilleaba en cestos Rosa Inard y Manuela Renaud.
También se hace popular la cuadrilla de “Las Noyas” (en catalán las muchachas) compuesta por notables figuras del toreo femenino como las espadas Dolores Pretil “Lola”, Angelita Pagés “Angelita” y las banderilleras Julia Carrasco, Justa Simó, Encarnación Simó, María Munubeu y Francisca Pagés. Sin olvidar, tampoco, el caso de mujeres como Tomasa Prieto, picadora de novillos, que actuó por última vez en 1874, bajo las órdenes de Martina García. 
Su popularidad llegó a ser tal que todas las empresas de España se peleaban por contratarlas.
La popularidad de las toreras se observa en grabados de la época como los de Gustavo Doré.
En 1886 aparece Dolores Sánchez, “la Fragosa”, que introduce en el toreo femenino importantes innovaciones. Deja de lado la faldilla corta con la que toreaban las mujeres y viste el traje de torear de hombre. Además va acompañada por una cuadrilla de hombres. Toreó durante cinco o seis años con éxito convirtiéndose en una figura importante del toreo.
Siguiendo el ejemplo de estas mujeres, empiezan a aparecer otras con carácter más profesional como Ignacia Fernández “La Guerrita” o María Salomé “La Reverte”.

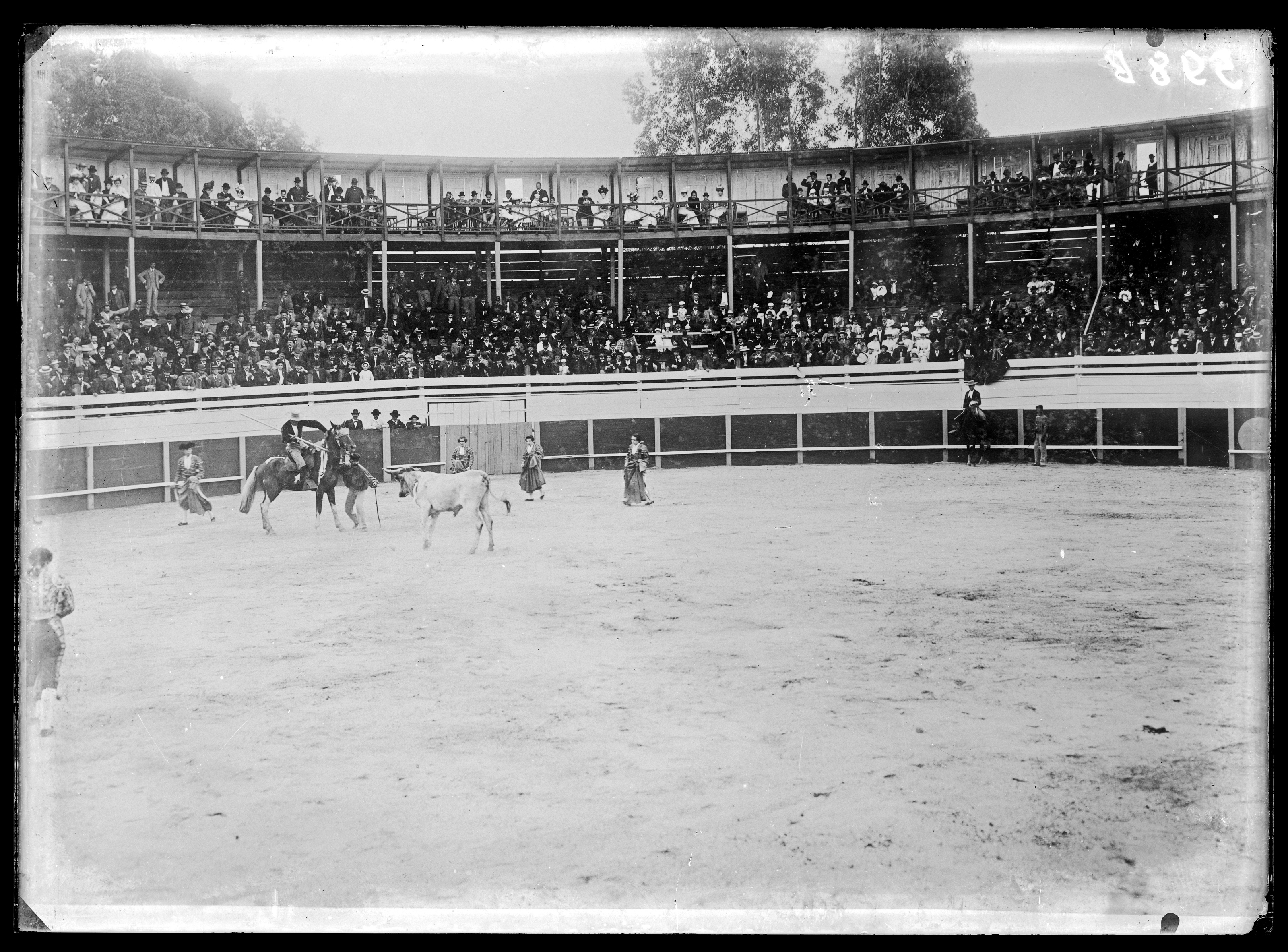
Actuación de la cuadrilla de Niñas Toreras en la plaza de toros del campo Euskaro. Año 1900

### Prohibición social
A finales del siglo XIX y principios del siglo XX, empieza a notarse una oposición social al toreo femenino profesional, especialmente al toreo a pie. Como contrapartida a la profesionalización de finales de siglo, las corridas con mujeres se ridiculizan y denigran. Algunos toreros se niegan a torear con mujeres o incluso en plazas donde han toreado mujeres. Por ejemplo, Rafael Guerra, “Guerrita”, se niega a torear en plazas donde lo hubiera hecho antes “La Guerrita”.
El 2 de junio de 1908, Juan de la Cierva, ministro del gobierno de Antonio Maura, dicta una Real Orden prohibiendo a las mujeres tomar parte en corridas de toros, específicamente torear a pie en las plazas españolas.
Pese a la prohibición expresa, algunas siguen haciéndolo. “La Reverte”, que ya había sido tachada de “marimacho”, empieza a anunciarse con el nombre de Agustín Rodríguez, dando a entender un cambio de sexo y conservando el amplio cartel del que gozaba en sus inicios. Finalmente, abandonaría el toreo por las presiones. 
Otro caso fue el de María Luisa Jiménez “la Atarfeña”, que tomó el capote tras la muerte de su marido el diestro granadino “el Atarfeño”. Impulsada a los ruedos para mantener viva la memoria de su marido, tuvo que ser obligada a torear por las fuerzas del orden su primer novillo que ella consideraba “demasiado grande”. Tras un año en los ruedos, desapareció sin dejar rastro para reaparecer luego en Sierra Nevada preparándose para protagonizar una película de Hollywood.

### La República
Tras la llegada de la Segunda República Española en 1931, las mujeres volvieron a las plazas de toro colaborando a que el ministro de gobernación Rafael Salazar Alonso levantara la prohibición del toreo femenino en 1934. Esto permitió la llegada de nuevas caras y el rescate de antiguas leyendas.
“La Reverte” reapareció ese año en una novillada nocturna obteniendo un espantoso fracaso. Los 24 años de inactividad y los 60 de edad se combinaron para poner un broche negro a una carrera recordada por la polémica más que por el arte.
Entre las nuevas caras, destaca la madrileña Juanita Cruz que estoqueó su primer becerro con 15 años, y llegó a hacer el paseíllo en Cabra en 1933 en compañía de Manuel Rodríguez, “Manolete”. Su calidad, destreza y maestría pusieron en más de un brete a sus compañeros y contribuyó decisivamente a la abolición que se produjo en 1934. Se presenta como novillera con caballos en la plaza de Las Ventas, en 1936 cortando una oreja a su primer toro.

### La posguerra
Con la caída de la República, la prohibición del toreo a pie vuelve a entrar en vigor por la Ley del 22 de julio de 1961. En esta época, aparecen grandes figuras del toreo femenino, a menudo formadas en círculos taurinos y con una amplia carrera en el extranjero.
A finales de la época anterior tenía su primera presencia pública Conchita Cintrón que sería presentada oficialmente en 1939 en la Plaza de toros de Acho (Lima, Perú). Torera a pie y a caballo, fue una de las mujeres más completas taurinamente hablando, aunque con la reavivación de la prohibición tras la Guerra Civil, en España solo pudo actuar como rejoneadora y en festejos camperos y festivales taurinos. Se presentó en la Monumental de Madrid como rejoneadora en 1945 y se retira en Jaén, el año 1950, única ocasión oficial no benéfica, en la que pudo realizar las suertes de capa y muleta en España, alternando con Antonio Ordóñez y Manolo Vázquez. Lidió en su vida un total de 750 corridas, dejando patente su más puro, sereno, estético y portentoso toreo y triunfando en los más importantes cosos de Venezuela, Colombia, México, Francia y Portugal.
En España, aparecen toreras procedentes de la farándula que brillan más por su aspecto que por la seriedad de sus lances. Destacan Alicia Tomás y Rosarito de Colombia, emparejadas por Manuel Lozano Sevilla.
Sin embargo también hay toreras serias, como María de los Ángeles Hernández, “Ángela”, de Alicante. Se inicia de espontánea en su ciudad natal en 1959. Al no poder torear a pie, aprende equitación y desde 1964 actúa como rejoneadora en España. Cruza la frontera para demostrar sus habilidades a pie en Francia mientras inicia en España un largo proceso para anular la prohibición del toreo femenino. Finalmente, el 10 de agosto de 1974 se publica una orden ministerial autorizando el toreo a pie, en gran parte gracias a la tenacidad de “Ángela” y su abogado José Briones. 
Aún pasarían unos años antes de que el mundo del toreo volviera a aceptar a las mujeres. A pesar de la disposición y técnica de algunas toreras, como Maribel Atiénzar, no pueden alternar con sus colegas masculinos en España. Maribel Atiénzar, de Albacete, hija de un empleado de la plaza de toros, estuvo incluida en un espectáculo integrado por seis mujeres que dirigía el empresario Francisco Rodríguez. Había tomado la alternativa como matadora en México y la confirmó en la plaza de Santamaría de Bogotá, con Leonidas Manrique de padrino y Ermeson Murillo de testigo.

### Escuelas de tauromaquia
Con la aparición de las Escuelas de Tauromaquia en los años ochenta y en los noventa, cambió el panorama de aprendizaje del toro que se desligo de las familias de toreros.
Entre los nuevos talentos, aparece Cristina Sánchez, destacada alumna de la escuela taurina de Madrid. Tras su etapa como becerrista, debuta con picadores en Quito en 1992 y en España el año siguiente en Valdemorillo. Es la primera mujer que ha abierto, como novillera, la Puerta Grande de las Ventas, lo mismo que la primera anunciada en los carteles de la Feria de San Isidro y que tomó la alternativa en Europa. Lo hizo en la plaza la Arena de Nimes el año 1996, de manos de Curro Romero y con José María Manzanares de testigo. Al margen del fenómeno social que supuso su irrupción en la tauromaquia, Cristina Sánchez bordó exquisitas faenas y cosechó abundantes éxitos. Aun así, muchos matadores no quisieron torear con ella.
Esta actitud de sus compañeros de profesión, motivó que en mayo de 1999 anunciara su retirada de los ruedos. Su despedida se produjo el día 12 de octubre del mismo año, en su plaza, Las Ventas, en la última corrida de la Feria de Otoño de Madrid. 
Unos años antes, en 1997, había dado la alternativa en Cáceres a Mari Paz Vega con Antonio Ferrera de testigo, convirtiéndola en la primera mujer “alternativada” en España. Mari Paz había vestido el traje de luces por primera vez en Cariñena (Zaragoza), presentándose con picadores en Fuengirola (Málaga) junto a Cristina Sánchez y Yolanda Carvajal. Su actuación en 1994 en Zaragoza, cortando una oreja de cada uno de los toros de Fermín Bohórquez la convirtió la primera mujer que salía por la Puerta Grande en una Plaza de Toros española de 1ª categoría.

## En Colombia
Bertha Trujillo «Morenita del Quindío» ha sido la torera más destaca a lo largo de la historia de las mujeres toreras en Colombia, siendo pionera en tomar la alternativa válida el 12 de mayo de 1968 en Comalcalco (México). A lo largo de su trayectoria como torera alcanzó numerosos éxitos en los diferentes países donde toreó: Bolivia, Colombia, Ecuador, España donde lidió veintinueve corridas de toros y cinco festejos taurinos, Guatemala, México donde toreó la temporada 1965-66, y tomó la alternativa, Perú y Venezuela. Se retira en 1990, fecha en la que fue miembro fundador de la Escuela de tauromaquia de Cali (Colombia)

## En España
Juanita Cruz, nacida en Madrid en 1917, fue una torera destacada del siglo XX en el que alcanzó diferentes metas profesionales como torera. Descubierta por el torero Rafael García Antón quien fue su apoderado. A pesar de la prohibición en el reglamento del 12 de julio de 1930 (artículo 124) que prohibía torear a las mujeres, una circular del Ministerio de Gobernación le permitió ejercer como torera en 1932. Compartió cartel con Ramón Lacruz, en varias ocasiones con Manuel Rodríguez «Manolete» tanto en su primer paseíllo y posteriormente (actuando como sobresaliente); con Domingo González «Dominguín»,  José de Cal Prieto «Joselito de la Cal», Antonio Iglesias Guzmán «Anoñete Iglesias» entre otros a lo largo de varios años Juanita Cruz obtuvo diferentes permisos de las gobernaciones provinciales para poder torear en las plazas de Cabra (Córdoba), Murcia, Málaga, Antequera, Albacete entre otras, en total treinta y tres plazas.
Juanita Cruz luchó por la derogación de la prohibición de torear impuesta a las mujeres. La derogación del artículo 124 del reglamento de 1930 se produjo en 1934 por el primer ministro de la Gobernación Salazar Alonso. En 1933 Juanita Cruz toreó 53 novillas obteniendo un total de 60 orejas, trece rabos y una pata. En 1934 se presentó en como novillera en la Maestranza de Sevilla, dentro de las mismas veinticuatro horas actuó también en las plazas de Ciudad Real y Toledo. Otras plazas en la que la torera ha actuado fueron las de Bilbao, Valencia, Granada, Madrid en la plaza de Vista Alegre antes de volver a entrar en vigor una nueva prohibición de torear a las mujeres. En 1936 consiguió torear una novillada con picadores en la Monumental de Madrid marcando un importante hito para la historia del toreo al ser la primera mujer en torear en el coso de la plaza más importante del mundo, abriéndole las puertas de los ruedos de Francia, España y América .

## En México
Hilda Tenorio es sin duda alguna la torera más importante que ha existido en México y quienes la han visto torear dicen que es incluso la torera con más capacidad de cuantas han existido en la historia taurina universal. Fue la primera mujer en tomar su alternativa en la Plaza más grande del mundo, la Plaza México y además la primera matadora de toros en cortar oreja y salir a hombros de esta exigente Plaza. Cubre esporádicamente el segundo tercio de banderillas y actualmente sigue en activo, por lo que no sabemos hasta donde podrá llegar.
Hilda Tenorio se ha destacado por ser una torera joven, con frescura, muy variada y sumamente profesional, sin embargo el machismo imperante en la actualidad le ha cerrado el paso.

## Otras mujeres

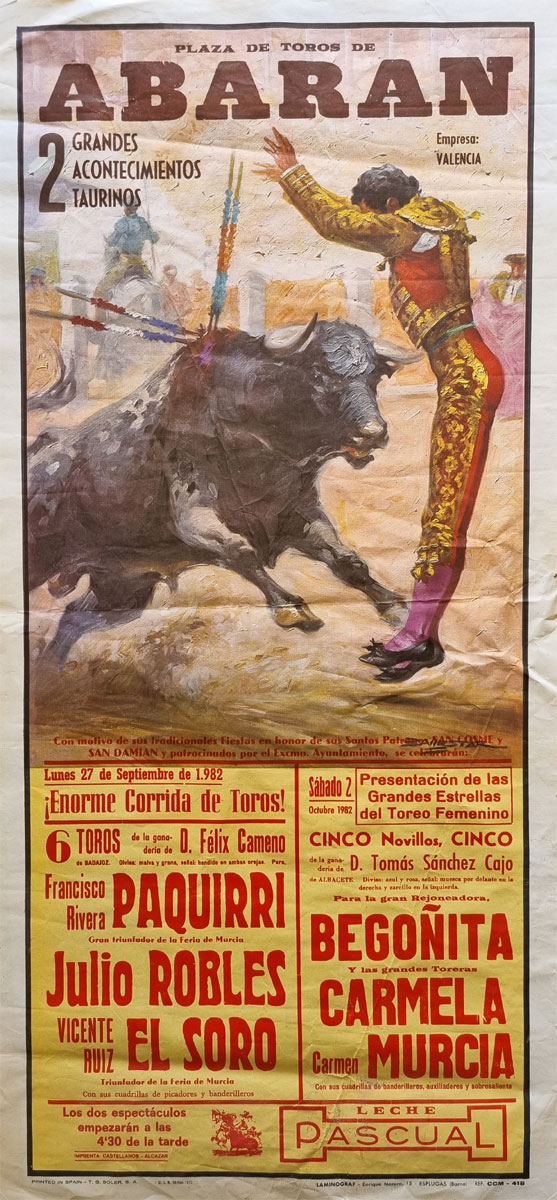
Cartel taurino de la presentación en la plaza de toros de Abaran de la rejoneadora Begoñita y las toreras Carmela (Carmen Zaldívar) y Carmen Murcia el 2 de octubre de 1982.

Con mayor o peor suerte, ha habido otras mujeres registradas en los anales de la historia del toreo españolas y de otros países:
siglo XIX
- En 1806, Dolores Rubio banderillera, con poco acierto.
- En 1811, Teresa Alonso picadora en Madrid, vestía de largo y montaba el caballo montada en silla de señora.
- Martina García, espada nacida el 25 de julio de 1814, se retira a los sesenta años en 1874 con una novillada en la plaza de la Puerta de Alcalá la víspera de su derribo. En el mismo festejo actuaron también Juana López y la picadora Teresa prieto. De la cuadrilla de Martina García fue Javiera Vidaurre banderillera.
- En 1832, Manuela Capilla, gallega, toreó en Madrid.
- En 1832, Mariana Curo, picadora, cobraba doce duros por corrida.
- Juana Calderón «Frascuela» conocida por su gran temeridad.
- Juana Bermejo «Guerrita» calificada como muy valiente.
- En  1837, Manuela García picadora de vara larga, debutó en Madrid.
- María López banderillera.
- En 1839, Juana Llover banderilleaba en Cuba con poco éxito. También Romana Castell, banderillera de la cuadrilla de Francisca Coloma.
- En 1840, Carmen Ortiz, picadora, de valentía suicida. Juana Breña, de Perú donde fue admirada. La banderillera Ángela Magdalena ponía banderillas a cuerpo limpio. Celedonia  Marina, banderillera de la cuadrilla de Martina García de valor temerario.
- María Aguirre «Charrita Mejicana» banderilleaba y capeaba a caballo.
- En 1869, Nicolasa Bericoechea, picadora de Álava, premiada en varias competencias, recibió buenas críticas de los cronistas tras picar en Madrid.
- Eugenia Bartés «la Belgicana», nacida en Bruselas el 14 de marzo de 1876, toreó desde quince años de edad en España, Portugal y México.
- En 1884, Petra Kobloski, toreó en Tarragona con su propia cuadrilla de mujeres, causando serios desórdenes públicos que las llevó a ser encarceladas.
- Rosa Campos, picadora de corridas de embolados.

siglo XX
- Carmelita Fernández en los años 30, torea compartiendo cartel con “Manolete” en su época de becerrista.[cita requerida]
- En los años 70, constan las rejoneadoras Paquita Rocamora, Lolita Muñoz, Carmencita Dorado o Rosarito Dorado y las novilleras Joaquina Ariza “La Algabeña”, “Rosarito de Colombia”,  “Alicia Tomás”[cita requerida] o Mari Carmen Zaldívar Melero "Carmela" (1976-1981) quien lidió en plazas como la de la Misericordia de Zaragoza, siendo pionera como mujer asesora artística taurina de esta misma plaza desde 1990 hasta 2019.[17]